# Yamdena
Yamdema (scritto anche Jamdema durante il periodo coloniale olandese) è l'isola principale dell'arcipelago delle Isole Tanimbar situate nella provincia di Maluku, nell'Indonesia orientale.
Fa parte delle isole Molucche e si estende su una superficie di 2.981 km². È l'isola più popolata dell'arcipelago e qui, nell'estremità meridionale si trova il centro principale: Saumlaki.
La costa orientale e meridionale è bagnata dal Mar degli Alfuri, quella occidentale dal Mar di Banda. Si trova a nord dell'Australia e a sud-ovest della Nuova Guinea. Le altre isole dell'arcipelago poste nelle immediate vicinanze sono Selaru a sud-ovest, Molu nord e Larat a nord-est. È posta in una posizione quasi equidistante tra le Isole Aru (a est) e Timor a (ovest).